# Szwecja na Zimowych Igrzyskach Paraolimpijskich 1992
Szwecję na Zimowych Igrzyskach Paraolimpijskich w 1992 roku reprezentowało 9 zawodników (5 mężczyzn i 4 kobiety) w 3 dyscyplinach. Zdobyli łącznie 4 medale (w tym 1 złoty), plasując swój kraj na 12. miejscu w klasyfikacji medalowej.
Był to piąty występ Szwecji na zimowych igrzyskach paraolimpijskich.

## Medaliści

### Złote medale
| Zawodnik   | Dyscyplina            | Konkurencja                    |
| ---------- | --------------------- | ------------------------------ |
| Marit Ruth | Narciarstwo alpejskie | Slalom Gigant kobiet (LW10-11) |

### Srebrne medale
| Zawodnik   | Dyscyplina            | Konkurencja               |
| ---------- | --------------------- | ------------------------- |
| Maria Sund | Narciarstwo alpejskie | Slalom kobiet (LW5/7,6/8) |

### Brązowe medale
| Zawodnik    | Dyscyplina            | Konkurencja                    |
| ----------- | --------------------- | ------------------------------ |
| Torbjörn Ek | Biathlon              | Bieg na 7,5 km mężczyzn (B2-3) |
| Mats Linder | Narciarstwo alpejskie | Supergigant mężczyzn (B1)      |

## Wyniki zawodników

### Biathlon
Objaśnienie kategorii:
- LW2 – osoby stojące; po amputacji kończyny dolnej powyżej kolana
- LW4 – osoby stojące; po amputacji kończyny dolnej poniżej kolana
- B1 – osoby niewidome
- B2 – osoby z funkcjonującym wzrokiem na poziomie 3-5%
- B3 – osoby z funkcjonującym wzrokiem poniżej poziomu 10%

#### Osoby stojące

##### Mężczyźni
| Zawodnik      | Konkurencja            | Ilość pudeł | Czas    | Pozycja | Źródło |
| ------------- | ---------------------- | ----------- | ------- | ------- | ------ |
| Kent Engström | Bieg na 7,5 km (LW2,4) | 0           | 24:46.7 | 5.      | [ 3 ]  |

#### Osoby niewidome

##### Mężczyźni
| Zawodnik       | Konkurencja           | Ilość pudeł | Czas    | Pozycja | Źródło |
| -------------- | --------------------- | ----------- | ------- | ------- | ------ |
| Ake Pettersson | Bieg na 7,5 km (B1)   | 0           | 28:44.1 | 4.      | [ 4 ]  |
| Torbjörn Ek    | Bieg na 7,5 km (B2-3) | 0           | 23:03.0 | brąz    | [ 5 ]  |

### Biegi narciarskie
Objaśnienie kategorii:
- LW2 – osoby stojące; po amputacji kończyny dolnej powyżej kolana
- LW4 – osoby stojące; po amputacji kończyny dolnej poniżej kolana
- B1 – osoby niewidome
- B2 – osoby z funkcjonującym wzrokiem na poziomie 3-5%
- B3 – osoby z funkcjonującym wzrokiem poniżej poziomu 10%

#### Osoby stojące

##### Mężczyźni
| Zawodnik      | Konkurencja           | Czas      | Pozycja | Źródło |
| ------------- | --------------------- | --------- | ------- | ------ |
| Kent Engström | Bieg na 5 km (LW2,4)  | 18:48.4   | 13.     | [ 6 ]  |
| Kent Engström | Bieg na 20 km (LW2,4) | 1:15:42.9 | 11.     | [ 7 ]  |

#### Osoby niewidome

##### Mężczyźni
| Zawodnik       | Konkurencja        | Czas      | Pozycja | Źródło |
| -------------- | ------------------ | --------- | ------- | ------ |
| Ake Pettersson | Bieg na 10 km (B1) | 41:12.1   | 11.     | [ 8 ]  |
| Ake Pettersson | Bieg na 30 km (B1) | DNF       | DNF     | [ 9 ]  |
| Torbjörn Ek    | Bieg na 10 km (B2) | 32:15.4   | 5.      | [ 10 ] |
| Torbjörn Ek    | Bieg na 30 km (B2) | 1:34:02.0 | 5.      | [ 11 ] |

##### Kobiety
| Zawodniczka         | Konkurencja          | Czas      | Pozycja | Źródło |
| ------------------- | -------------------- | --------- | ------- | ------ |
| Anne-Lie Gustafsson | Bieg na 5 km (B2-3)  | 20:26.5   | 6.      | [ 12 ] |
| Johansson*          | Bieg na 5 km (B2-3)  | 22:08.7   | 9.      | [ 12 ] |
| Anne-Lie Gustafsson | Bieg na 10 km (B2-3) | 58:38.4   | 6.      | [ 13 ] |
| Johansson*          | Bieg na 10 km (B2-3) | 1:00:06.9 | 8.      | [ 13 ] |

*W bazie danych nie podano pełnego imienia i nazwiska zawodniczki.

### Narciarstwo alpejskie
Objaśnienie kategorii:
- LW4 – osoby stojące; po amputacji kończyny dolnej poniżej kolana
- LW5/7 – osoby stojące; po amputacji obu kończyn górnych
- LW6/8 – osoby stojące; po amputacji kończyny górnej
- LW10 – osoby siedzące; paraliż z częściowym lub całkowitym brakiem równowagi w siedzeniu
- LW11 – osoby siedzące; paraliż z dobrze funkcjonującą równowagą w siedzeniu
- B1 – osoby niewidome

#### Osoby stojące

##### Mężczyźni
| Zawodnik    | Konkurencja         | Czas    | Pozycja | Źródło |
| ----------- | ------------------- | ------- | ------- | ------ |
| Gunnar From | Slalom (LW4)        | 1:43.31 | 13.     | [ 14 ] |
| Gunnar From | Slalom Gigant (LW4) | DNF     | DNF     | [ 15 ] |
| Gunnar From | Zjazd (LW4)         | 1:19.65 | 11.     | [ 16 ] |

##### Kobiety
| Zawodnik   | Konkurencja               | Czas    | Pozycja | Źródło |
| ---------- | ------------------------- | ------- | ------- | ------ |
| Maria Sund | Slalom (LW5/7,6/8)        | 1:26.30 | srebro  | [ 17 ] |
| Maria Sund | Slalom Gigant (LW5/7,6/8) | 2:53.27 | 7.      | [ 18 ] |
| Maria Sund | Supergigant (LW5/7,6/8)   | DNF     | DNF     | [ 19 ] |
| Maria Sund | Zjazd (LW5/7,6/8)         | 1:18.57 | 5.      | [ 20 ] |

#### Osoby siedzące

##### Kobiety
| Zawodniczka | Konkurencja             | Czas    | Pozycja | Źródło |
| ----------- | ----------------------- | ------- | ------- | ------ |
| Marit Ruth  | Slalom Gigant (LW10-11) | 2:36.78 | złoto   | [ 21 ] |
| Marit Ruth  | Supergigant (LW10-11)   | DNS     | DNS     | [ 22 ] |

#### Osoby niewidome

##### Mężczyźni
| Zawodnik    | Konkurencja        | Czas    | Pozycja | Źródło |
| ----------- | ------------------ | ------- | ------- | ------ |
| Mats Linder | Slalom Gigant (B1) | DNS     | DNS     | [ 23 ] |
| Mats Linder | Supergigant (B1)   | 3:13.05 | brąz    | [ 24 ] |